# Шоркістринське сільське поселення
Шоркістри́нське сільське поселення (рос. Шоркистринское сельское поселение) — муніципальне утворення у складі Урмарського району Чувашії, Росія. Адміністративний центр — село Шоркістри.

## Населення
Населення — 1397 осіб (2019, 1655 у 2010, 1857 у 2002).

## Склад
До складу поселення входять такі населені пункти:
| Населений пункт          | Населення, осіб (2002) | Населення, осіб (2010) |
| ------------------------ | ---------------------- | ---------------------- |
| Ічеснер-Атаєво, присілок | 86                     | 81                     |
| Хоруй, присілок          | 187                    | 157                    |
| Шоркістри, село          | 1102                   | 1026                   |
| Шоркістри, селище        | 482                    | 391                    |